# Cymbulia peronii
Cymbulia peronii is een slakkensoort uit de familie van de Cymbuliidae. De wetenschappelijke naam van de soort is voor het eerst geldig gepubliceerd in 1818 door Blainville.